# 편충
편충(鞭蟲)은 사람의 맹장에 기생하는 채찍 모양의 선충이다. 몸길이는 수컷이 3-4.5cm, 암컷이 3.5-5cm이다. 몸은 가늘고 긴 실 모양이며, 몸의 앞부분을 숙주의 창자에 깊이 박고 흡혈한다. 충란은 갈색으로 앞뒤에 뚜껑이 있으며 배설물과 함께 몸 밖으로 나와 흙 속에서 발생한다. 회충, 구충 등과 함께 토양 매개의 기생충으로 음식물을 통해 사람의 몸 속에 침투하여 발생을 마치고 성체가 된다. 많은 수가 기생하면 빈혈, 설사, 복통을 일으킨다. 최근에는 감염률이 크게 감소되었다. 개에 기생하는 개편충, 반추동물에 기생하는 양편충 등도 있다.